# 杰卢·拉杜
杰卢·拉杜（羅馬尼亞語：Gelu Radu，1957年11月3日—），罗马尼亚男子举重运动员。他曾代表罗马尼亚参加1980年和1984年夏季奥林匹克运动会举重比赛，其中1984年奥运会获得一枚银牌。